# Distretto di Rapayán
Il distretto di Rapayán è un distretto del Perù nella provincia di Huari (regione di Ancash) con 1.752 abitanti al censimento 2007 dei quali 801 urbani e 951 rurali.
È stato istituito il 16 settembre 1952.